# Polabán
Polabán es una localidad del municipio de Homún en el estado de Yucatán, localizado en el sureste de México.

## Toponimia
El nombre (Polabán) proviene del idioma maya.

## Hechos históricos
- En 1900 cambia su nombre de Polabam a Polabán.

## Demografía
Según el censo de 2005 realizado por el INEGI, la población de la localidad era de 77 habitantes, de los cuales 47 eran hombres y 30 eran mujeres.
| 205                         | 189 | 153 | 153 | 149 | 161 | 180 | 276 | 97 | 73 | 76 | 72 | 77 |
| (Fuente: INEGI [Consultar]) |     |     |     |     |     |     |     |    |    |    |    |    |

## Galería

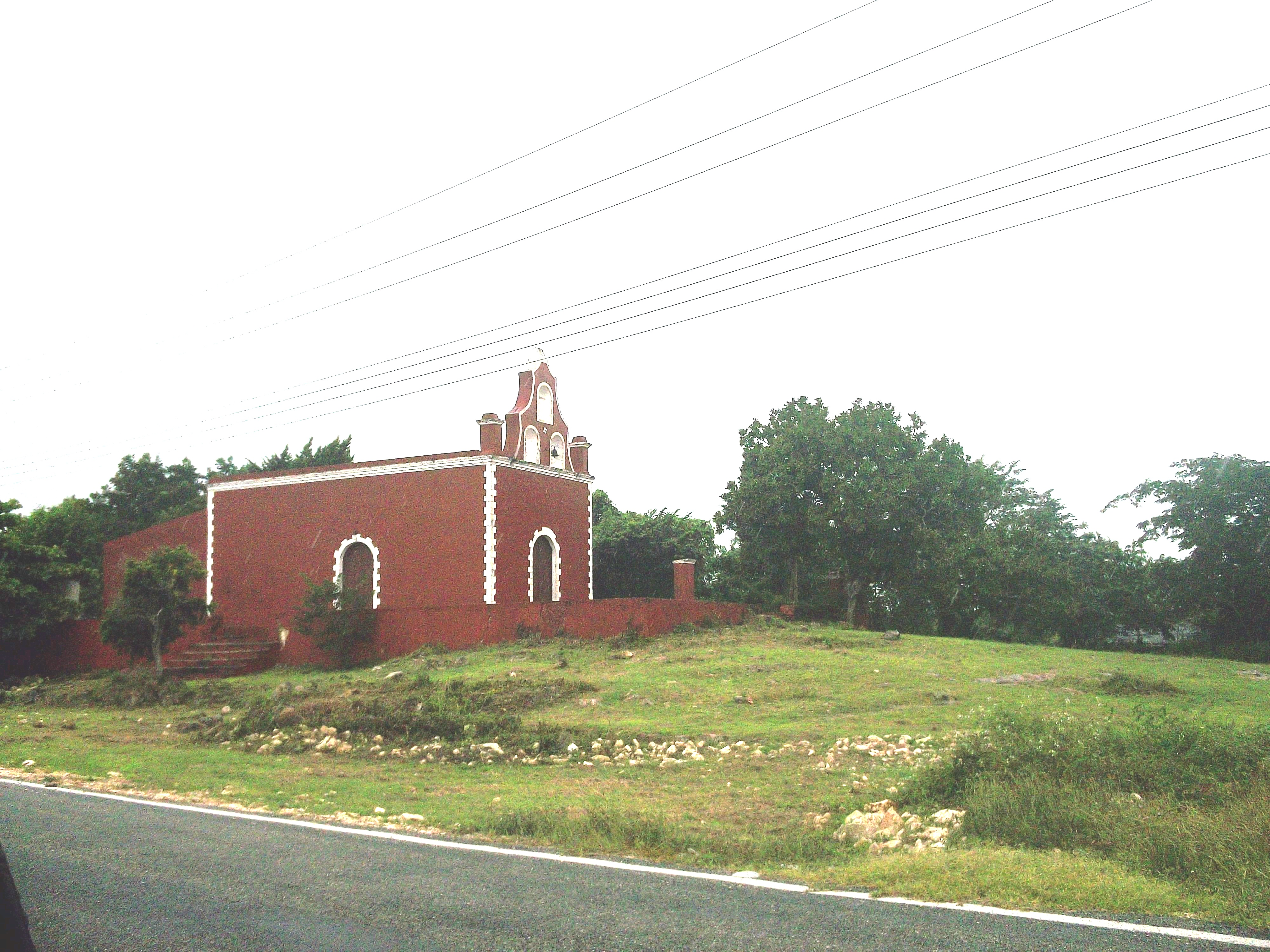
Iglesia.
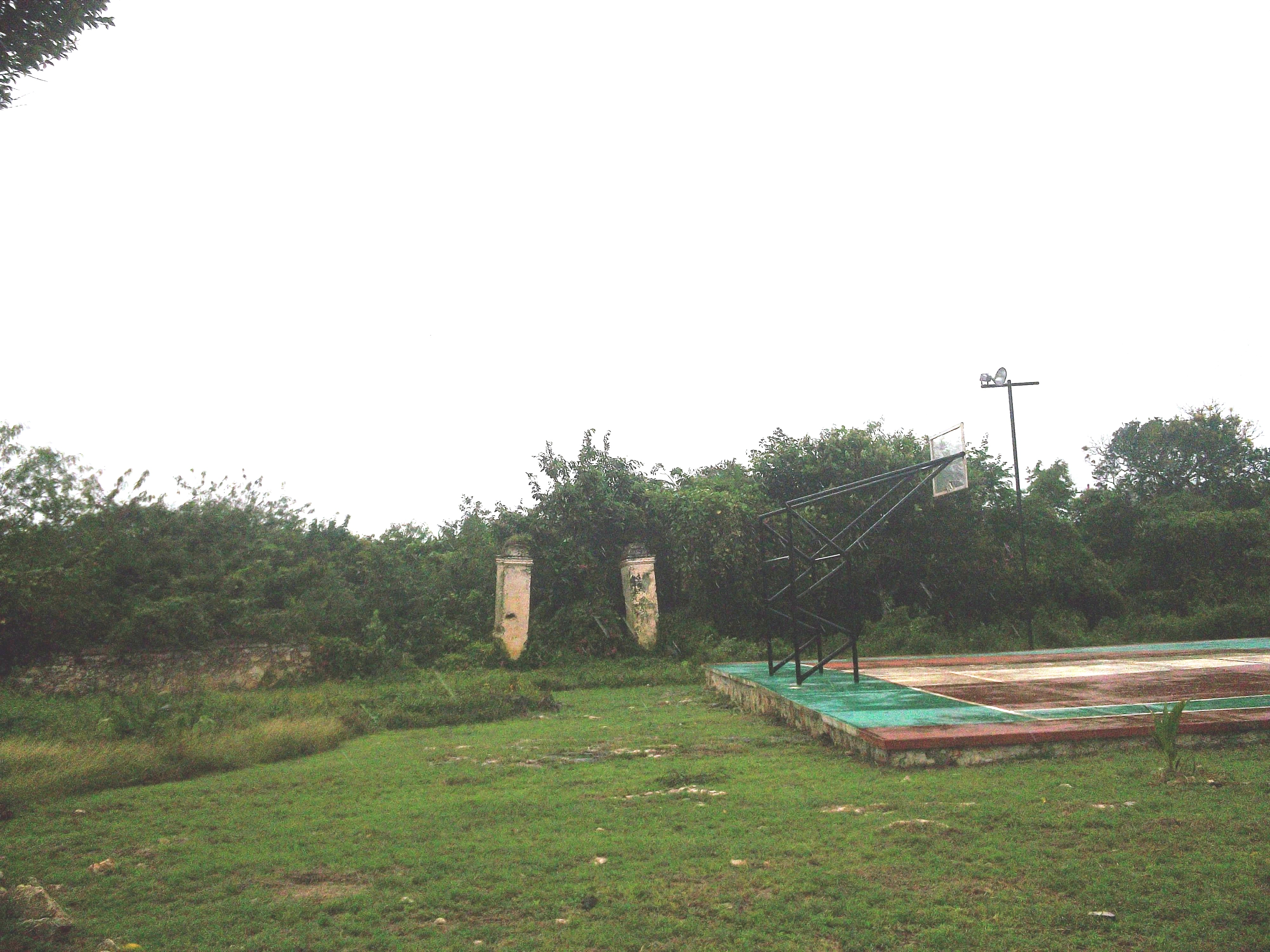
Hacienda.
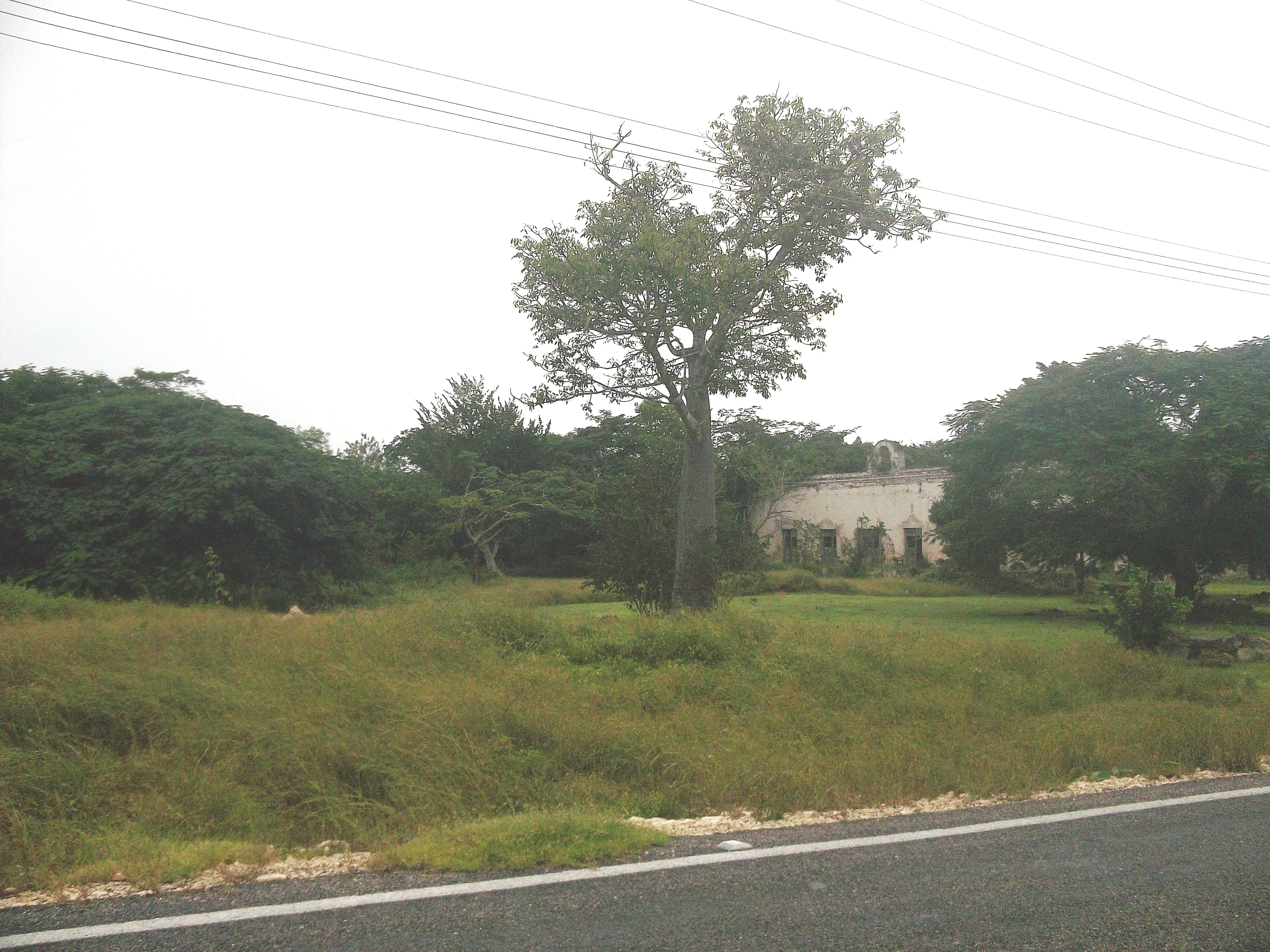
Hacienda.
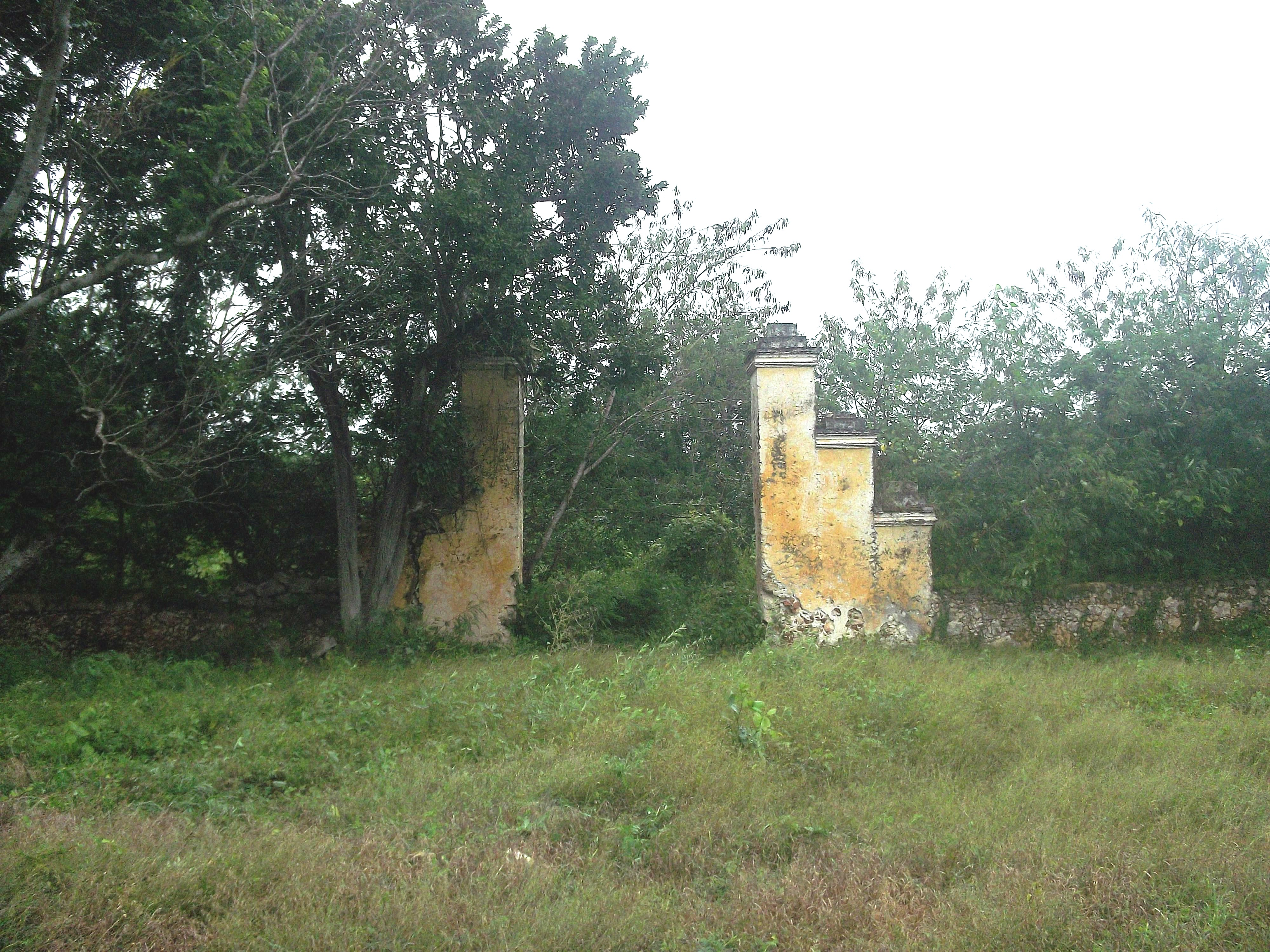
Hacienda.
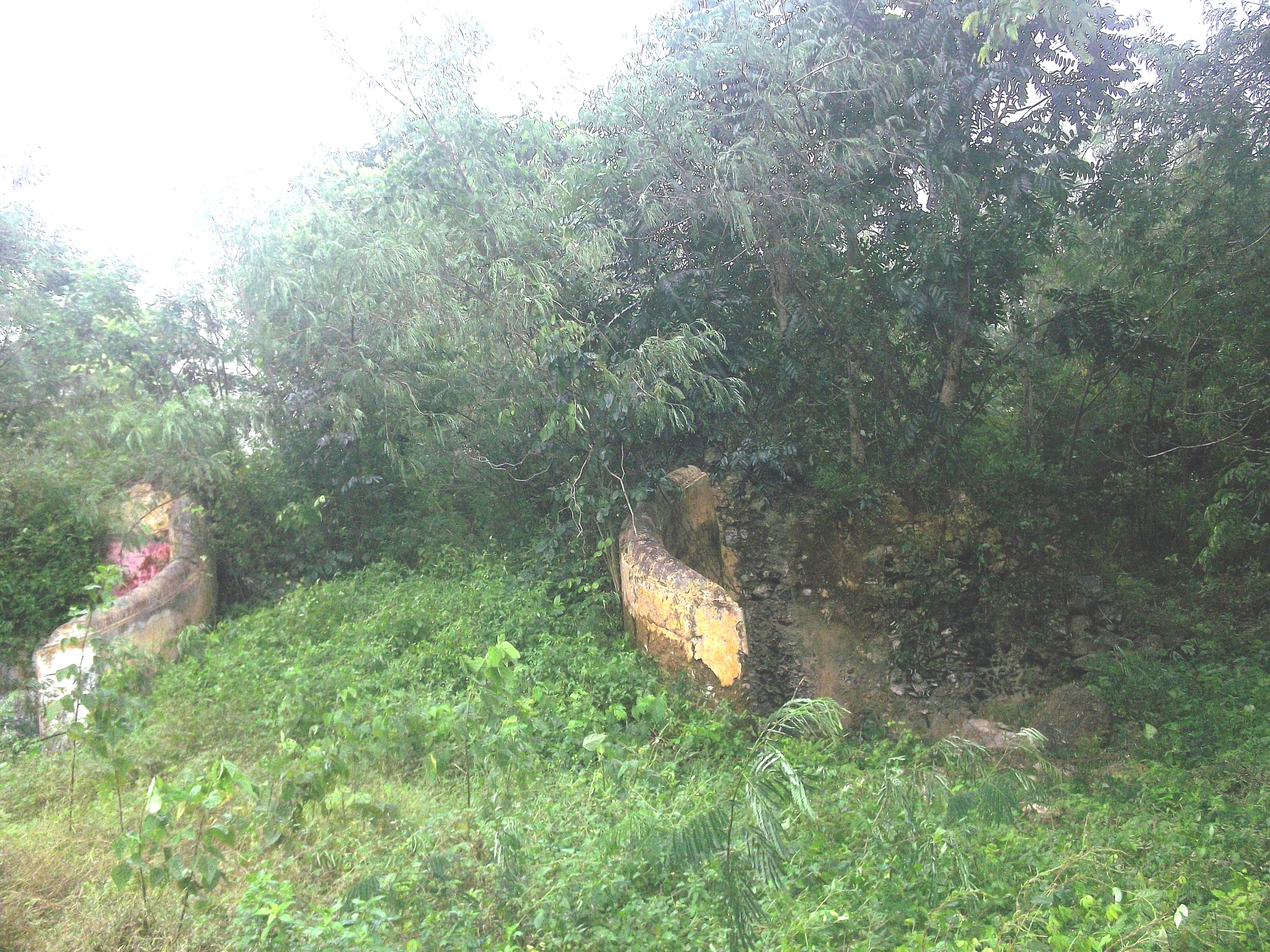
Hacienda.
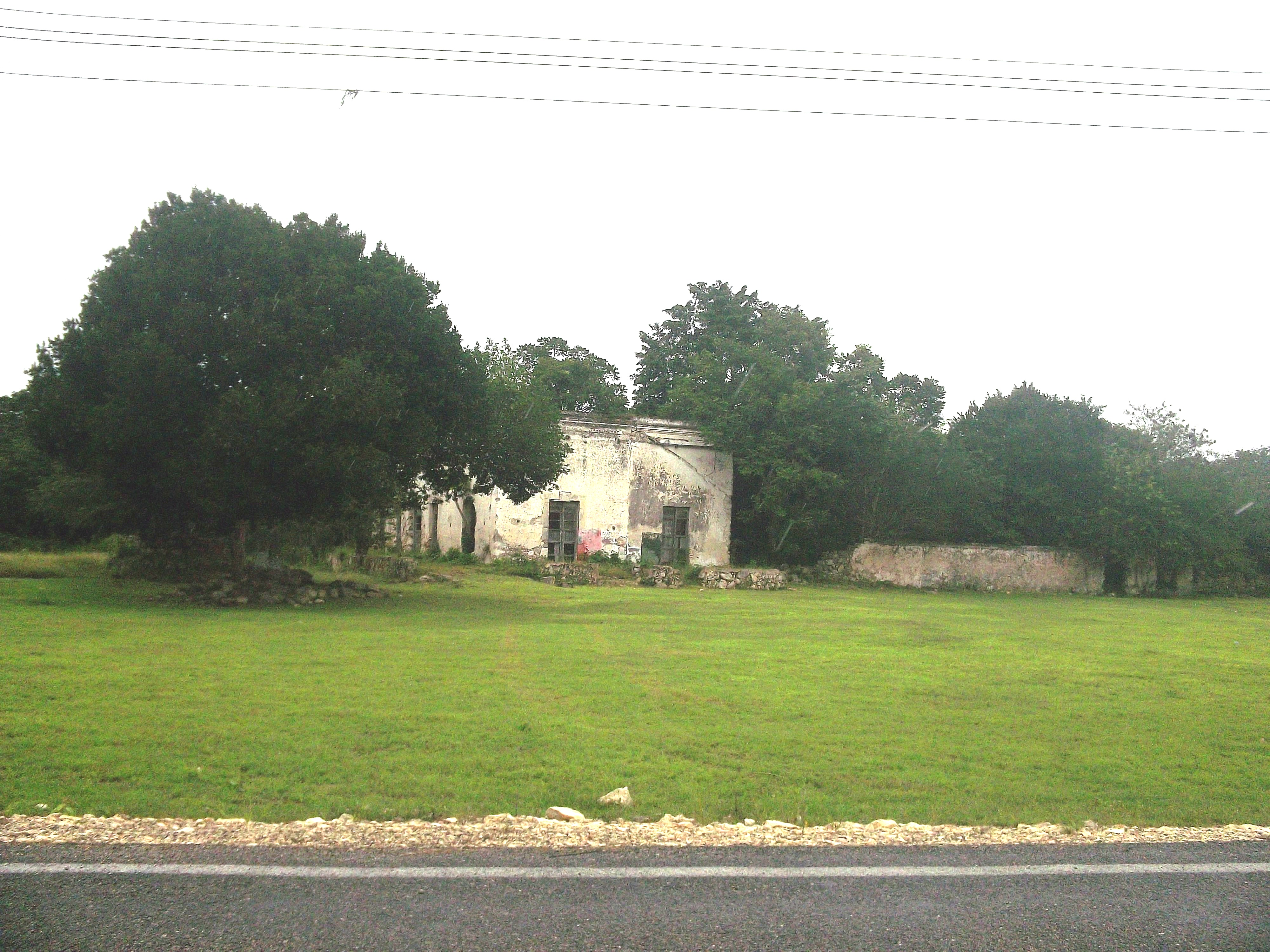
Hacienda.
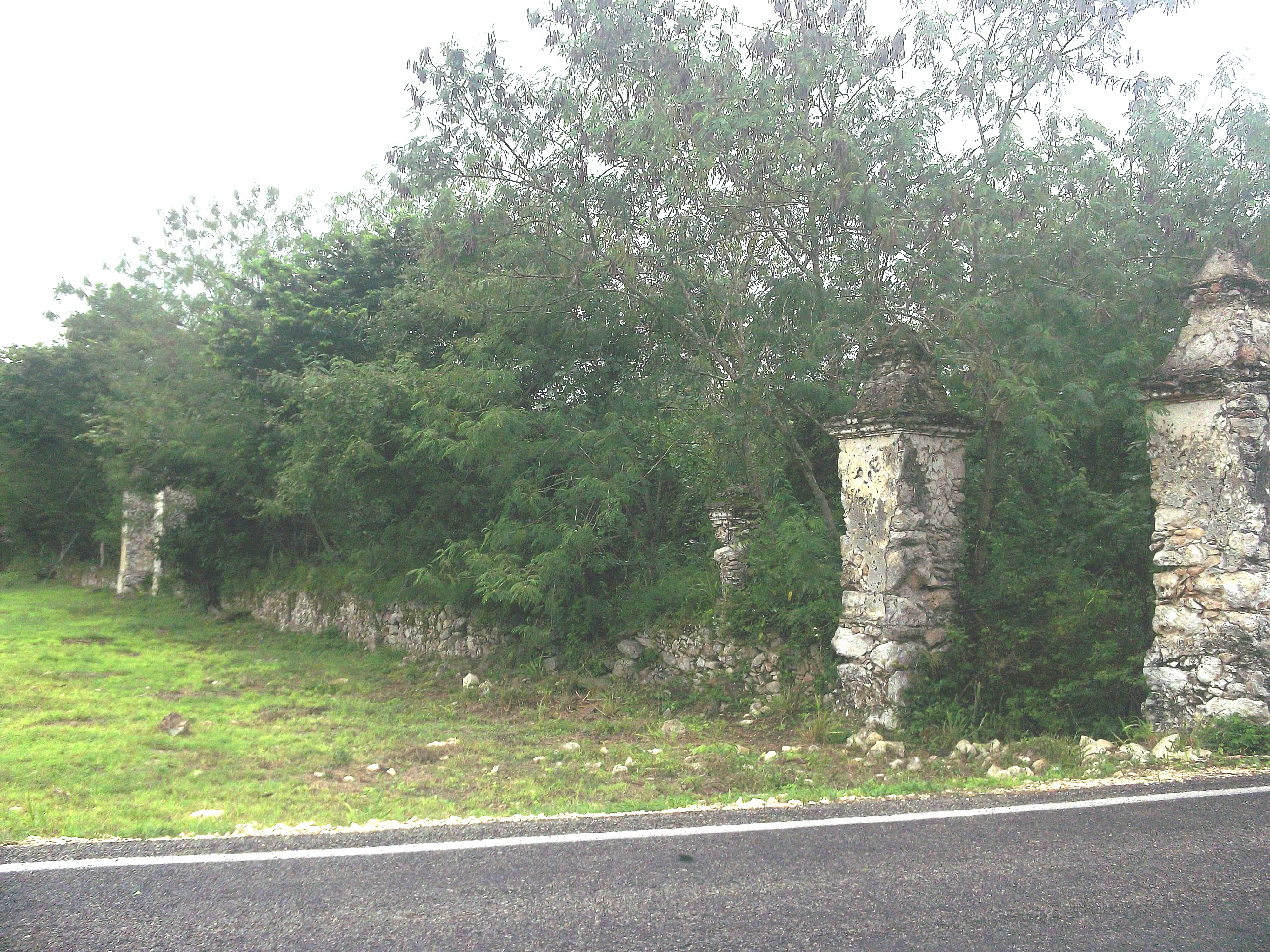
Hacienda.
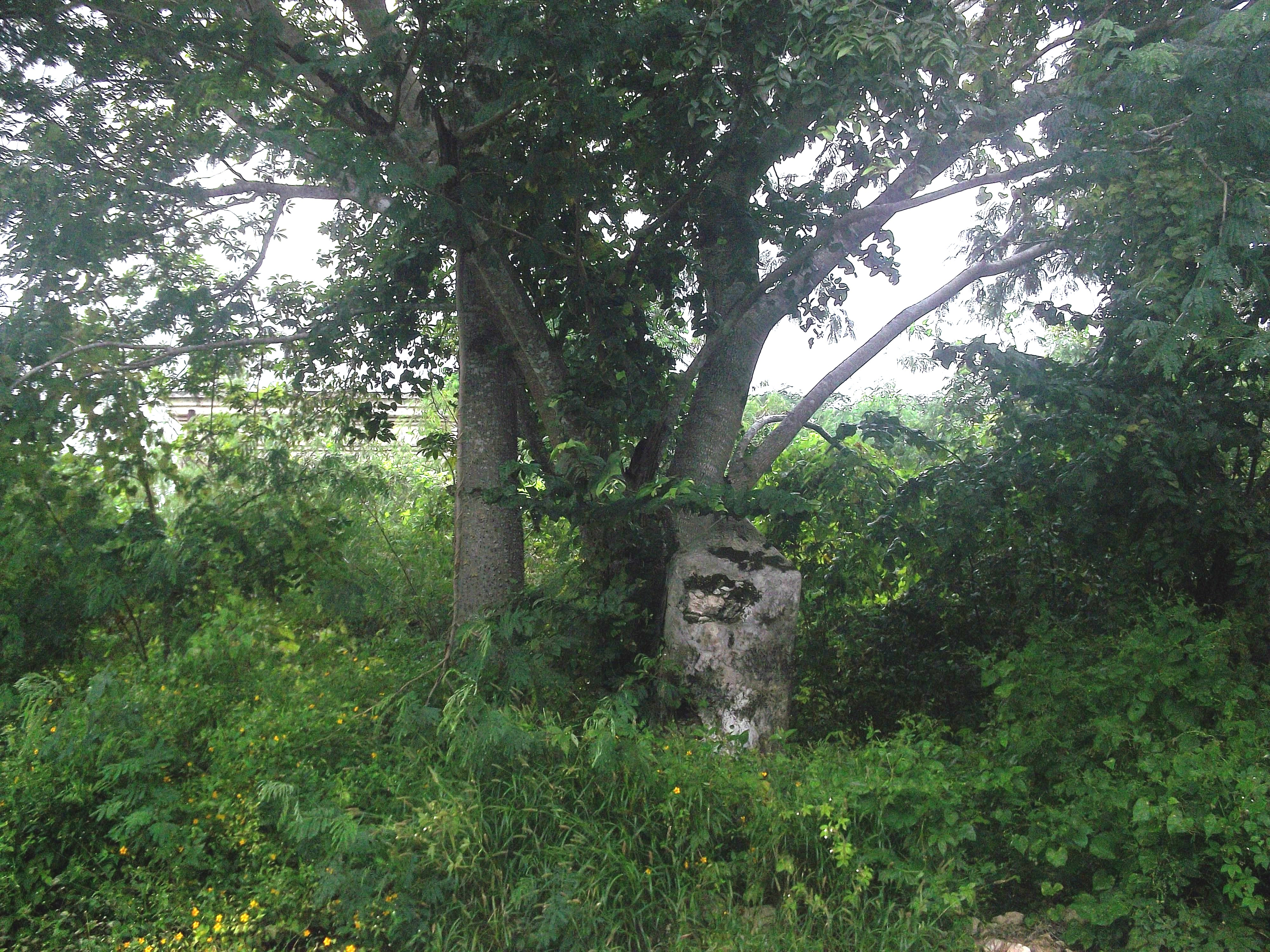
Hacienda.
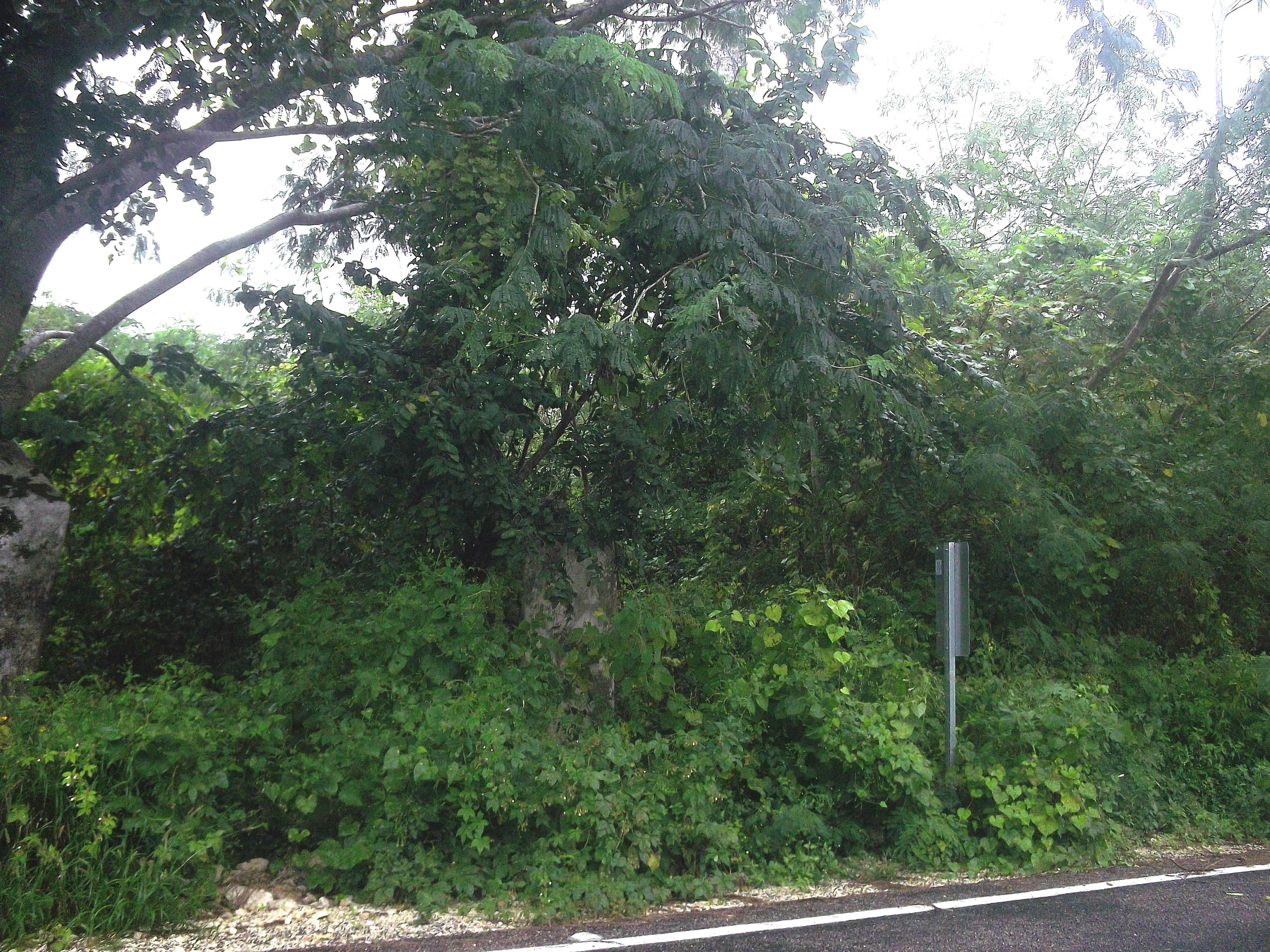
Hacienda.